# Anna Faroe
Anna Nygaard (født 1. august 1991) er en færøsk sanger, der går under kunstnernavnet Anna Faroe. 
Hun blev kendt på grund af sin optræden i X Factor 2010, hvor hun opnåede en 5. plads. Hendes hjemsendelse fra det 5. liveshow har været meget omdiskuteret, bl.a. på baggrund af påstande om at DR ikke talte alle stemmerne med, hvilket DR senere afviste.
Hun er født og opvokset på Færøerne, men flyttede til København i sommeren 2009, hvor hun startede på den tekniske sangskole, Complete Vocal Institute.
Den 31. maj 2010 udkom Anna med sit debutalbum "Because I want to" under kunstnernavnet Anna Faroe.